# Рабиев, Юсуф
Юсуф Рабиев (тадж. Юсуф Рабиев; род. 24 мая 1976 или 24 декабря 1979, Душанбе) — таджикский футбольный нападающий  и тренер. В 2004—2013 годах выступал за национальную сборную Таджикистана, с 2021 года возглавляет женскую сборную Таджикистана.

## Клубная карьера
С 1998 по 2001 год Юсуф выступал за душанбинский «Варзоб», который тогда был флагманом таджикского футбола. В середине 2001 года он перешёл в команду «Регар-ТадАЗ», с которой в четвёртый раз стал чемпионом страны. С 2004 по 2007 год Юсуф выступал за клуб из Бободжон Гафурова. Сезон-2008 он провёл в двух командах: первую часть отыграл за «Вахш», а вторую — за «Худжанд» и стал лучшим футболистом года. Затем Юсуф стал игроком «Истиклола», в котором был лидером и капитаном команды. В сезоне 2010 он забил тридцать голов, стал чемпионом, лучшим бомбардиром и футболистом года. В следующем сезоне своими голами Юсуф снова помог «Истиклолу» завоевать чемпионство. В 2013 году он ушёл в «Худжанд», а ещё через сезон вернулся в состав «Парвоза».

## Карьера в сборной
За национальную сборную Таджикистана выступал в 2004—2013 годах, провёл сорок матчей и забил пятнадцать голов. В составе сборной он в 2006 году становился обладателем кубка вызова АФК.

## Карьера тренера
В августе 2021 года назначен на пост главного тренера женской сборной Таджикистана

## Достижения

### Командные
«Варзоб»
- Чемпион Таджикистана (3): 1998, 1999, 2000
- Обладатель кубка Таджикистана (2): 1998, 1999

«Регар-ТадАЗ»
- Чемпион Таджикистана (1): 2001
- Обладатель кубка Таджикистана (1): 2001

«Авиатор»/«Парвоз»
- Обладатель кубка Таджикистана (2): 2004, 2007

«Худжанд»
- Обладатель кубка Таджикистана (1): 2008

«Истиклол»
- Чемпион Таджикистана (2): 2010, 2011
- Обладатель кубка Таджикистана (2): 2009, 2010

Сборная Таджикистана по футболу
- Обладатель кубка вызова АФК (1): 2006

### Личные
- Лучший футболист Таджикистана (2): 2008, 2010
- Лучший бомбардир чемпионата Таджикистана (2): 2010, 2011